# Аграрне питання в українській революції 1917-1921
Аграрне питання в українській революції 1917—1921 — комплекс питань про власність на землі сільськогосподарського призначення на території України.
Напередодні лютневої революції 1917 із 44,1 млн десятин загальної земельної площі с.-г. призначення близько 40 % становила власність поміщицьких, удільних, казенних, монастирських і церковних господарств. Решта розподілялася між більш ніж 4 млн селянських господарств. У середньому одне неселянське господарство обіймало 476 десятин землі, а одне селянське — 6,6 десятин. Контрастним також було зіставлення поміщицьких і селянських господарств щодо володіння живим реманентом. Якщо на одне поміщицьке господарство припадало 17 коней і 24 голови великої рогатої худоби, то на одне селянське (відповідно) — 1,2 та 1,5.
Крім того, із 4 223 638 селянських дворів 2 431 147, або 57,6 %, належало до бідних селян, у розпорядженні яких було всього 11,5 % землі; 1 273 052, або 30,1 % — до середніх, їм належало 22,2 % землі; 519 439, або 12,3 % — до заможних — 29,6 % земельної площі. В середньому господарство заможного селянина мало 25,4 десятини землі (надільної і купленої), одне середняцьке — 7,7, а бідняцьке — 2,2 десятини. Внаслідок Першої світової війни різко скоротилися посівна площа та врожайність, значне число господарств лишилося без чоловічих робочих рук, до крайньої межі скоротилося поголів'я робочої та продуктивної худоби, що призвело до зруйнування індустріальної бази селянського господарства. На початку 1917 в Україні нараховувалося 633 тис. безпосівних дворів, 625 тис. мали до однієї десятини, 657 тис. — до двох десятин, 1,8 млн селянських господарств не мали коней, 1 млн — не мали корів, тобто: 88,46 % бідноти й середняків не були забезпечені достатньою кількістю землі, 88,1 % господарств — робочою худобою, 84,2 % були без корів або з однією коровою, 44,9 % не мали реманенту.
Земельне питання в Україні, яка була селянською країною (селяни складали 80–85 % нас.), стало альфою й омегою української революції 1917—1921. Кардинальне вирішення його пропонували різні уряди та партії. Протягом 1917– 20, до остаточного встановлення на терені Східної (Наддніпрянської) України радянської влади, тут послідовно змінилося кілька форм державності — Тимчасовий уряд і Українська Центральна Рада, Українська Держава, Директорія, Денікінський режим та ін. Кожна з них впроваджувала власну аграрну й робітничу політику.
УЦР, яка існувала одночасно з Тимчасовим урядом, а потім і з більшовицьким режимом, у I Універсалі заявила, що коли «по всій Росії», згідно з законом Всеросійських установчих зборів, буде «одібрано поміщицькі, казенні, монастирські та інші землі у власність народу», тоді право порядкування й користування українськими землями має належати «тільки нам самим, нашим Українським зборам (Сеймові)». Розробку земельного законодавства УЦР доручила Генеральному секретаріатові (див. Генеральний секретаріат Української Центральної Ради), який наприкінці жовтня вніс напрацьовані законопроєкти на розгляд Тимчасового уряду. Останній відмовився їх затвердити.
Після Жовтневого перевороту в Петрограді (нині Санкт-Петербург) 7 листопада (25 жовт.) 1917 (див. Жовтнева революція 1917) у III Універсалі 20(07) листопада 1917 УЦР проголосила скасування приватної власності на поміщицькі, удільні, кабінетні, церковні та ін. землі нетрудових господарств с.-г. значення. Генеральному секретарству земельних справ доручалося підготувати закон про передачу земель у розпорядження земельних комітетів до скликання Українських установчих зборів. Проте вже наступними актами («Відозва земельного секретарства від 14 листопада», «Роз'яснення Генерального секретаріату з земельного питання, викладеного у третьому Універсалі», від 16 листоп.) УЦР відступила від революційного змісту аграрних заходів, обіцяючи залишити недоторканними господарства розміром 50, а в Тимчасовому земельному законі про соціалізацію землі від 14 грудня 1917 — 40 десятин землі. Останній забалотовано депутатами УЦР, знято з обговорення і передано на доопрацювання спеціально обраній комісії. Подібні дії Ради сприяли тому, що українське селянство масово підтримало більшовицький Декрет про землю 1917.

## IV Універсал
IV Універсалом 22(09) січня 1918 УЦР проголосила соціалізацію землі, скасування приватної власності на неї й передачу її трудовому народу без викупу. Універсал зобов'язав Раду народних міністрів вжити всіх заходів, щоб земельні комітети передали землю в руки трудящих неодмінно «уже до початку весняних робіт». 31(18) січня УЦР без обговорення одноголосно затвердила «Тимчасовий земельний закон», який оголосив скасування приватної власності «на всі землі з їх водами, надземними й підземними багатствами в межах Української Народної Республіки». Проте вже на переговорах з німецькою адміністрацією 29 квітня 1918 УЦР, у випадку взаємопорозуміння, обіцяла переглянути земельний закон, залишивши недоторканними господарства розміром бл. 30 десятин.

## Грамота П. Скоропадського
29 квітня 1918 у грамоті П. Скоропадського «До всього Українського народу» скасовувалися всі розпорядження попереднього уряду, було проголошено Українську Державу, а автора грамоти — «Гетьманом всієї України». Повністю відновлювалася приватна власність на землю, надавалося широке право вільної купівлі-продажу землі. Замість земельних комітетів утворювалися земельні та земельно-ліквідаційні комісії, у завдання яких входило відновлення приватновласницького землеволодіння і відшкодування землевласникам заподіяних збитків. Уряд гетьмана розробив проєкт земельної реформи, який передбачав утворення під контролем держави земельного фонду та продаж ділянок малоземельним селянам і козакам. На думку уряду, в розподільчий фонд мало поступити лише 4–4,5 млн десятин землі. Причому великі земельні ділянки дозволялося продавати лише Державному земельному банкові, а селянам — тільки ділянки, які не перевищували 25 десятин. У кінцевому підсумку законопроєкт передбачав створення численного прошарку середніх селян-хліборобів.

## Директорія УНР
Після зречення гетьманом П.Скоропадським влади у програмній Декларації від 26 грудня 1918 Директорія УНР проголосила, що землі всіх дрібних трудових селянських господарств залишаються у користуванні попередніх власників, решта земель мала перейти до безземельних і малоземельних селян, насамперед тих, хто брав участь у боротьбі з гетьманщиною. Розпочалося слідство з приводу повернення контрибуцій, стягнених з селян, а також для покарання злочинів і зловживань, вчинених над селянством поміщиками і гетьманською владою. У Тимчасовому земельному законопроєкті Директорії від 8 січня 1919 підтверджувалося скасування приватної власності на землю, перехід її до загально-народної власності, організовувалися запасний земельний та державний фонди. Місце земельних комісій заступили земельні управи. Залишалися недоторканними земельні ділянки розміром 15 десятин. Землі приватнотрудової діяльності визначалися не меншими 5– 6 десятин на господарство і не більшими трудової норми. Площі з висококультурним землеробством переходили в користування трудових спілок. Універсал Трудового конгресу України, ухвалений 28 січ. 1919, зобов'язав Директорію й Раду народних міністрів «проводити й надалі земельну реформу, в основі якої лежить передача землі без викупу трудовому народові». Та вже через два місяці Директорія підзаконними інструкціями й розпорядженнями погіршила умови передачі землі у тимчасове користування трудовим селянам, вимагаючи від них третьої частини врожаю, повної оплати вартості оранки, попередньої сплати всіх податків тощо.

## Режим А.Денікіна
Головним змістом аграрної політики режиму А.Денікіна в Україні було відновлення великого приватновласницького землеволодіння. Разом з тим військова диктатура намагалася заручитися підтримкою селянських мас. Зокрема, уже в декларації від 5 квітня 1919 Денікін обіцяв захищати інтереси трудового населення шляхом сприяння утворенню дрібних і середніх селянських господарств за рахунок державних і приватних, відстоювати недоторканність приватної власності на землю, коли її кількість не перевищуватиме встановлених норм. Проєкт земельного закону, прийнятий у листоп. 1919, зберігав за власниками Катеринославської, Київської, Харківської і Херсонської губерній по 400 десятин землі, а Таврійської — навіть 500. За поміщиками закріплялися садиби з господарськими будівлями, парки, ставки, сади, виноградники, хмільники, меліоровані землі, ліси тощо. Проєкт передбачав також розподіл землі між безземельними і малоземельними селянами у розмірі 10 десятин на господарство. Відкритим залишилося питання про реманент для обробки цих земель. Проте практика засвідчила зовсім протилежне. У супроводі каральних загонів у села поверталися поміщики, які відбирали у селян землю, хліб, худобу, інвентар, обкладали їх непосильними контрибуціями. Решту хліба карателі забирали для потреб армії, примушували селян безплатно обробляти відібрані у них землі, без суду й слідства розстрілювали непокірних.
Основні політичні й соціально-економічні підсумки аграрної політики радянської влади в Україні 1920 — весною 1921 характеризувалися такими показниками: загалом завершився процес конфіскації приватновласницького землеволодіння і зрівняльний розподіл землі; кількість бідняцьких господарств скоротилася до 40–41 %, а заможних селян — до 4 %, натомість зріс відсоток (54–55 %) господарств селян-середняків; з політичної арени зійшов клас поміщиків, центр. фігурою на селі став середняк; головною продуктивною силою с.-г. виробництва залишалися одноосібні селянські господарства, питома вага радянських і колективних господарств була незначною — вони охопили лише 0,5 % усіх селянських господарств. (Про те, як вирішувалося аграрне питання більшовиками, див. «Воєнний комунізм».)